# Prawa Murphy’ego
Prawa Murphy’ego – zbiór popularnych, często humorystycznych powiedzeń, sprowadzających się do obserwacji, że jeśli coś może pójść źle, to pójdzie źle.

## Historia
Trudno ustalić dokładnie pierwotne źródło praw Murphy’ego. Od 1947 do 1949 w amerykańskiej bazie Muroc Field (potem przemianowanej na Edwards Air Force Base) prowadzono projekt MX981, polegający na testowaniu ludzkiej odporności na przeciążenia podczas hamowania. W testach używano wózka jadącego po szynach, rozpędzanego silnikiem rakietowym, a następnie gwałtownie hamowanego hydraulicznymi hamulcami.
Początkowe testy przeprowadzane były z użyciem manekinów, potem szympansów i ludzi. Ochotnikiem do testów był chirurg płk John Paul Stapp. Podczas testów powstała wątpliwość dotycząca dokładności aparatury mierzącej działające przyspieszenia.
Major inżynier i wcześniej pilot Edward Murphy zaproponował tensometryczne czujniki przytwierdzone do pasów, którymi badany był przymocowany. Asystent Murphy’ego podłączył przewody tensometrów i rozpoczęto kolejny raz eksperyment, z udziałem szympansa. Mierniki pokazały zerowy odczyt. Stało się oczywiste, że czujniki źle zainstalowano, zamieniając miejscami przewody, którymi zostały podłączone do obwodów mierników.
Według innego inżyniera, George’a Nicholsa, to właśnie wtedy sfrustrowany Murphy powiedział o swoim asystencie: „Jeśli ten facet ma jakąkolwiek możliwość zrobienia błędu, zrobi go”. Nichols twierdzi, że nazwa „prawo Murphy’ego” pochodzi od niego, padła w rozmowie między członkami zespołu i miała być rewanżem za domniemaną arogancję Murphy’ego. Inni, wliczając syna Murphy’ego, Roberta, twierdzą, że Nichols nie ma racji, a słynne zdanie na temat błędu pochodziło od kogoś innego. Murphy miał tylko powiedzieć: „Jeśli jest więcej niż jeden sposób wykonania pracy, i jeden z nich skutkuje katastrofą, to ktoś zrobi to w ten sposób”.
Prawa Murphy’ego zostały ujawnione opinii publicznej na konferencji prasowej, podczas której Stapp był pytany, jak to się stało, że nikt nie został ranny przy testowaniu rakietowych sań. Odpowiedział wówczas, że wzięto pod rozwagę prawa Murphy’ego. Opisał je i stwierdził, że ogólnie oznaczały branie pod uwagę wszystkich możliwych scenariuszy rozwoju wypadków.
Mimo że prawo to jest synonimem pecha i złego losu, Edward Aloysius Murphy Jr odnosił sukcesy jako amerykański pilot wojskowy i inżynier w przemyśle lotniczym. Pracował nad systemami ewakuacji pilota dla kilku najbardziej znanych eksperymentalnych samolotów XX wieku: F-4 Phantom, XB-70 Valkyrie, SR-71 Blackbird, B-1 Lancer i samolot rakietowy X-15, a także nad systemami bezpieczeństwa i podtrzymania życia w programie Apollo, swoją karierę zakończył na pracy nad systemami bezpieczeństwa pilota i skomputeryzowanym systemem operacji helikoptera Apache.